# Tyrannochthonius gomyi
Tyrannochthonius gomyi är en spindeldjursart som beskrevs av Volker Mahnert 1975. Tyrannochthonius gomyi ingår i släktet Tyrannochthonius och familjen käkklokrypare. Inga underarter finns listade i Catalogue of Life.